# Rainette grillon de Blanchard
Acris blanchardi
Espèce
Synonymes
- Acris gryllus blanchardi Harper, 1947
- Acris crepitans blanchardi Harper, 1947
- Acris gryllus paludicola Burger, Smith & Smith, 1949

Acris blanchardi est une espèce d'amphibiens de la famille des Hylidae. Elle est appelée en français Rainette grillon de Blanchard ou Rainette grillon de l'Est.

## Répartition
Cette espèce se rencontre :
- aux États-Unis (Arkansas, Colorado, Iowa, Illinois, Indiana, Kansas, Kentucky, Louisiane, Michigan, Minnesota, Missouri, Mississippi, Nebraska, Nouveau-Mexique, Ohio, Oklahoma, Dakota du Sud, Texas & Virginie-Occidentale) ;
- au Canada dans la province d'Ontario, bien qu'aucun spécimen n'aie été observé depuis le début des années 1970[4]
- au Mexique dans le nord-est du Coahuila.

## Taxinomie
Cette espèce a été relevée de sa synonymie avec Acris crepitans sur la base d'analyses moléculaires par Gamble, Berendzen, Shaffer, Starkey et Simons en 2008. McCallum et Trauth en 2006 n'avaient pas trouvé de différences morphologiques avec Acris crepitans.

## Étymologie
Cette espèce est nommée en l'honneur de Frank Nelson Blanchard (1888-1937).

## Publications originales
- Burger, Smith & Smith, 1949 : Notable records of reptiles and amphibians in Oklahoma, Arkansas, and Texas. Journal Tennessee Academy Science, vol. 24, p. 130–134.
- Harper, 1947 : A new cricket frog (Acris) from the Middle Western States. Proceedings of the Biological Society of Washington, vol. 60, p. 39-40 (texte intégral).